# カンタベリー・パズル
カンタベリー・パズル（英: The Canterbury Puzzles、原題: The Canterbury Puzzles and Other Curious Problems）は、イギリスのパズル作家ヘンリー・アーネスト・デュードニーが1907年に著したパズルを主題とした本である。全8章114問のパズルとその解答で構成されており、第1章「カンタベリー・パズル」は、カンタベリー物語の登場人物が互いにパズルを出し合うという趣向になっている。単なるとんちに類するものからやや高度な数学と関連があるものまであり、数学パズルの文脈のみならず、学術的な文献においてもしばしば本書が引用される。挿絵が豊富であり、その多くはデュードニー自身の手によるものである。

## 構成
本書は、序文と解答を除けば以下の8章で構成されている。
- 第1章「カンタベリー・パズル」The Canterbury Puzzles（第1問 - 31問）
- 第2章「ソルヴァムホール城のパズル」Puzzllng Times At Solvamhall Castle（第32問 - 40問）
- 第3章「リドルウェルの陽気な修道士たち」The Merry Monks Of Ridolewell（第41問 - 48問）
- 第4章「王宮の道化師の奇妙な脱出」The Strange Escape Of The King's Jester（第49問 - 54問）
- 第5章「郷土のクリスマス・パズル・パーティー」The Squire's Christmas Puzzle Party（第55問 - 61問）
- 第6章「パズル・クラブの冒険」The Adventures of the Puzzle Club（第62問 - 66問）
- 第7章「教授のパズル」The Professor's Puzzles（第67問 - 72問）
- 第8章「様々なパズル」Miscellaneous Puzzles（第73問 - 114問）

第4章までは、カンタベリー物語と同時代の中世が、第5章から第7章まではデュードニーと同時代が背景になっている。時代背景は、文体そのものや物語に登場する通貨などから読み取ることができる。第8章には一貫したストーリーがなく、個々にパズルが出題される。
パズルには数学的な背景を持つものが多く、一筆書き、魔方陣、ヨセフスの問題などのテーマが繰り返し現れる。
第6章はやや傾向が異なり、推理ものの問題が並ぶ。デュードニーはアーサー・コナン・ドイルと親交があり、シャーロック・ホームズシリーズが連載された『ストランド・マガジン』でコラムを担当している。

## 数学的な問題の例

第26問の解。正三角形を4つの断片に分けて正方形に組みなおす。

第1問「家扶のパズル」The Reve's Puzzle
4つの台を用いて、8個の大小のチーズの塊を移動させるパズル。ハノイの塔において棒を4本にしたものに相当する。解答では、最小の手数を導く一般法則が証明なしに紹介されているが、それより少ない手数で不可能であることは、厳密には未だ証明されていない。
第20問「医者のパズル」The Puzzle of the Doctor of Physic
瓶の体積と関連付けて、x3 + y3 = 9, x < y の (x, y) = (1, 2) 以外の正の有理数解を問う問題。デュードニー自身が注意しているように、この種の問題はフェルマーが研究している。フェルマーの方法に従えば、分母が21桁の解が得られるが、それよりも簡単でかつ最も簡単な解を初めて与えた、としている。なお、本書の第61問「銀のキューブ」では、x3 + y3 = 17 を扱っている。現代的な用語では、これらは楕円曲線の有理点を求める問題であり、係数によっては今なお数学的に難しい部分を有する。
第26問「小間物行商人のパズル」The Haberdasher's Puzzle
正三角形を4つの断片に分け、裏返すことなく組み合わせて正方形を作れ、という問題（裁ち合わせ問題）。デュードニーのパズルの中でも特に有名である（初出は1902年）。本の出版以前の1905年2月8日付けのデイリー・メイル紙に問題が掲載され、数百の解答が寄せられたが、正解は皆無であった。デュードニーは、1905年5月17日に王立協会で「重ね合わせに関する新たな問題」と題して発表を行い、マホガニーの板を真鍮の蝶番でつないだもので正三角形から正方形への変形を実演してみせた。数学的には、ボヤイとゲルヴィンの等積多角形の分割合同の定理が背景にある。
第46問「十字軍戦士のパズル」The Riddle of the Crusaders
ひとつの正方形の隊列に新たに1人加わったため、隊列を組みかえて 113 の正方形ができたとすると、戦士は何人だったか、という問題。これはペル方程式 x2 − 113 y2 = − 1 の自然数解を問うていることに相当する。解答では最小解のみ与えているが、それでも相当な大軍隊である。
第47問「セント・エドモンズベリーのパズル」The Riddle of St. Edmondsbury
猫が鼠を退治する話であるが、要は 1111111（1を7つ並べた数）を素因数分解せよ、という問題。1 を並べた数は、今日レピュニットと呼ばれる。本書の序文における「1を19個並べた数の真の因数はひとつも知られていない」という解説を読んだ読者が、1918年にそれが素数であることを証明してロンドン数学会会報に発表した。レピュニット素数が無数に存在するかどうかは未解決問題である。